# 장징 (후한)
장징(蔣澄, 4년 ~ 75년)은 후한의 인물로 자는 소명(少明), 전한의 연주태수(兖州太守)를 지낸 장후(蔣诩)의 증손이자 장횡(蔣横)의 아들로 본인은 정후(亭侯)에 봉해졌다. 남방(南方)에서 태어났다고 하며 장횡의 아홉 아들 중 한명이라고 한다. 
1948년 5월 장제스는 의흥 장씨와 봉화 장씨가 같은 조상에서 갈라져 내려온 것을 확인한 후, 의흥 장씨의 시조인 장징에게 제사를 지냈다.

## 생애
장징의 아버지 장횡은 본래 대장군이었다가 모함을 받아 처형당해 장징은 형 장묵(蔣默)과 함께 의흥(宜興)으로 피신하였다. 이후 광무제가 장횡의 무고함을 밝혀내자 장징은 즉시 정후로 봉해졌다. 이후 75년 장징이 사망하자 그의 처인 사마씨(司馬氏)와 합장했하였다.

## 묘소
그의 묘소는 1964년 훼손되어 인근 벽돌 가마의 자재를 가져다 복구 작업을 실시했고, 2003년 의흥시는 인근의 벽돌 가마들을 문화재 통제 단위로 지정하였다. 
2012년 장쑤성이 다시 복구 작업을 요구하였으며, 동년 11월엔 도산(都山) 마을의 주도로 복구 작업이 실시되자 후원을 받아 묘역 복구에 성공하였고 장효엄(蔣孝嚴)이 묘비명을 작성하였다.